# St. Wolfgang (Schöneschach)

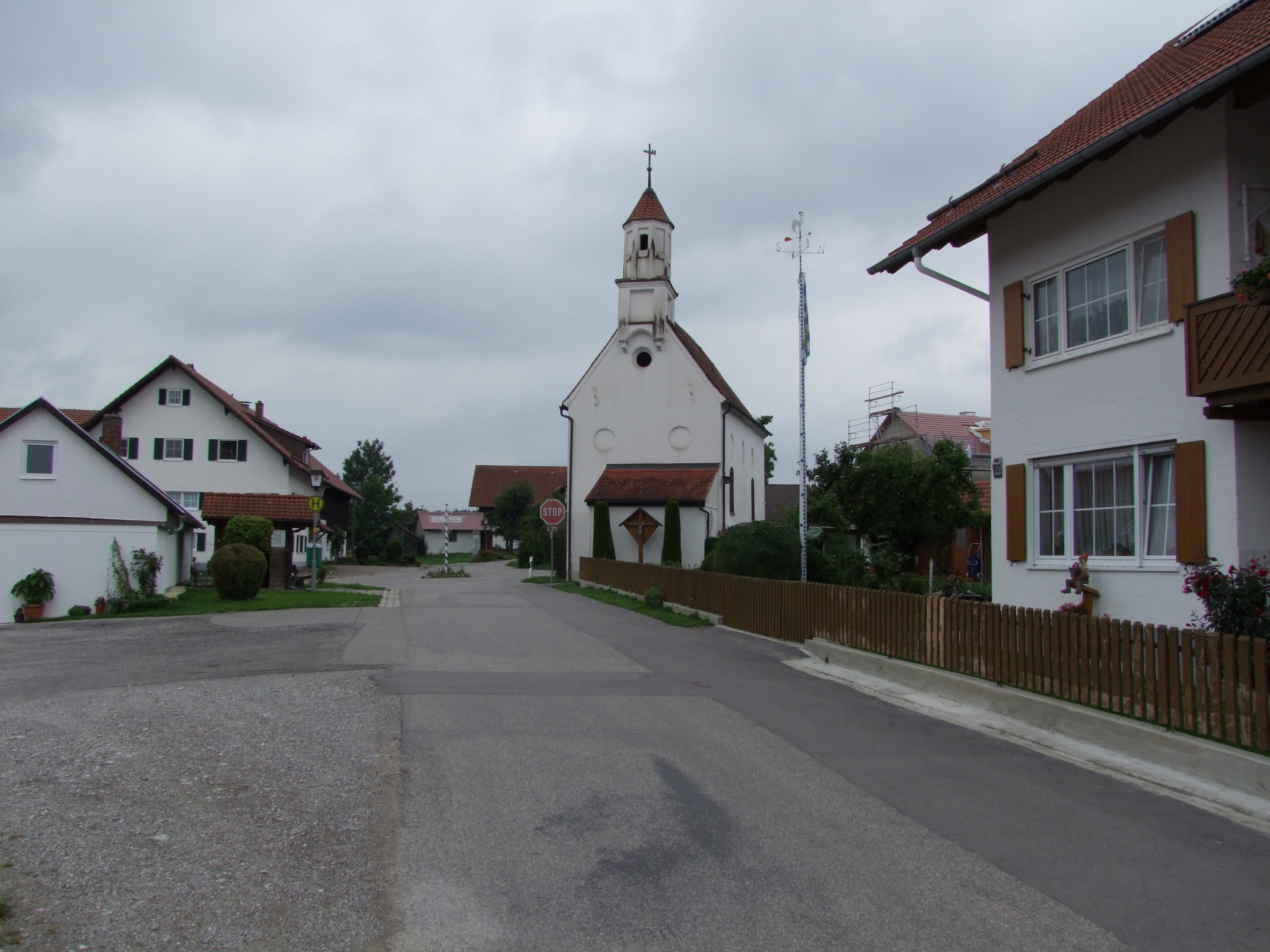
St. Wolfgang in Schöneschach

St. Wolfgang ist eine römisch-katholische Kapelle in Schöneschach, einem Teilort der oberschwäbischen Stadt Bad Wörishofen.

## Geschichte
Eine Kapelle existierte bereits im 16. Jahrhundert an dem Ort. Wegen der Baufälligkeit des Gebäudes ließ das Augsburger Katharinenkloster um 1603 den Bau neu aufführen. Im Jahre 1804 wurde die Kapelle geschlossen und durch Herausbrechen der Fenster- und Türstöcke verwüstet. Eine Renovierung der Kapelle fand 1817 statt. Am 24. April 1818 wurde sie wieder ihrer alten Bestimmung übergeben. Weitere Renovierungen fanden 1860 und 1964 statt.

## Architektur
Die in der Mitte des Weilers gelegene Kapelle ist ein längsrechteckiger Bau mit zwei Achsen und einem kleinen korbbogigen Fenster. Kehlen befinden sich an den Längsseiten unter der Flachdecke. Im Westen befindet sich eine schmucklose, weiß getünchte Empore. Links von einer Rechtecktür am Westende der Südwand ist eine ovale Nische mit einem vorkragenden Weihwasserbecken in die Wand eingelassen.
An den Längsseiten ist jeweils ein drittes, vermauertes Fenster zu erkennen. Über allen drei Fensterachsen sind zu Blenden vermauerte runde Fenster zu sehen. Zwei weitere Kreisblenden befinden sich an der Ostseite. Im Ostgiebel befindet sich eine Rundbogenöffnung. Auf der Giebelspitze sitzt ein über zwei durch einen Bogen verbundenen Volutenkonsolen vorkragender Dachreiter. Sein Untergeschoss mit quadratischem Grundriss trägt tiefe Rechteckblenden und ein profiliertes Gesims. Am achteckigen Oberteil mit  zwei Geschossen sind ebenfalls Rechteckblenden eingelassen. Das obere Geschoss hat an den Hauptseiten je eine Stichbogenöffnung. Über einem profilierten Gesims befindet sich ein kegelförmiger ziegelgedeckter Helm.

## Ausstattung

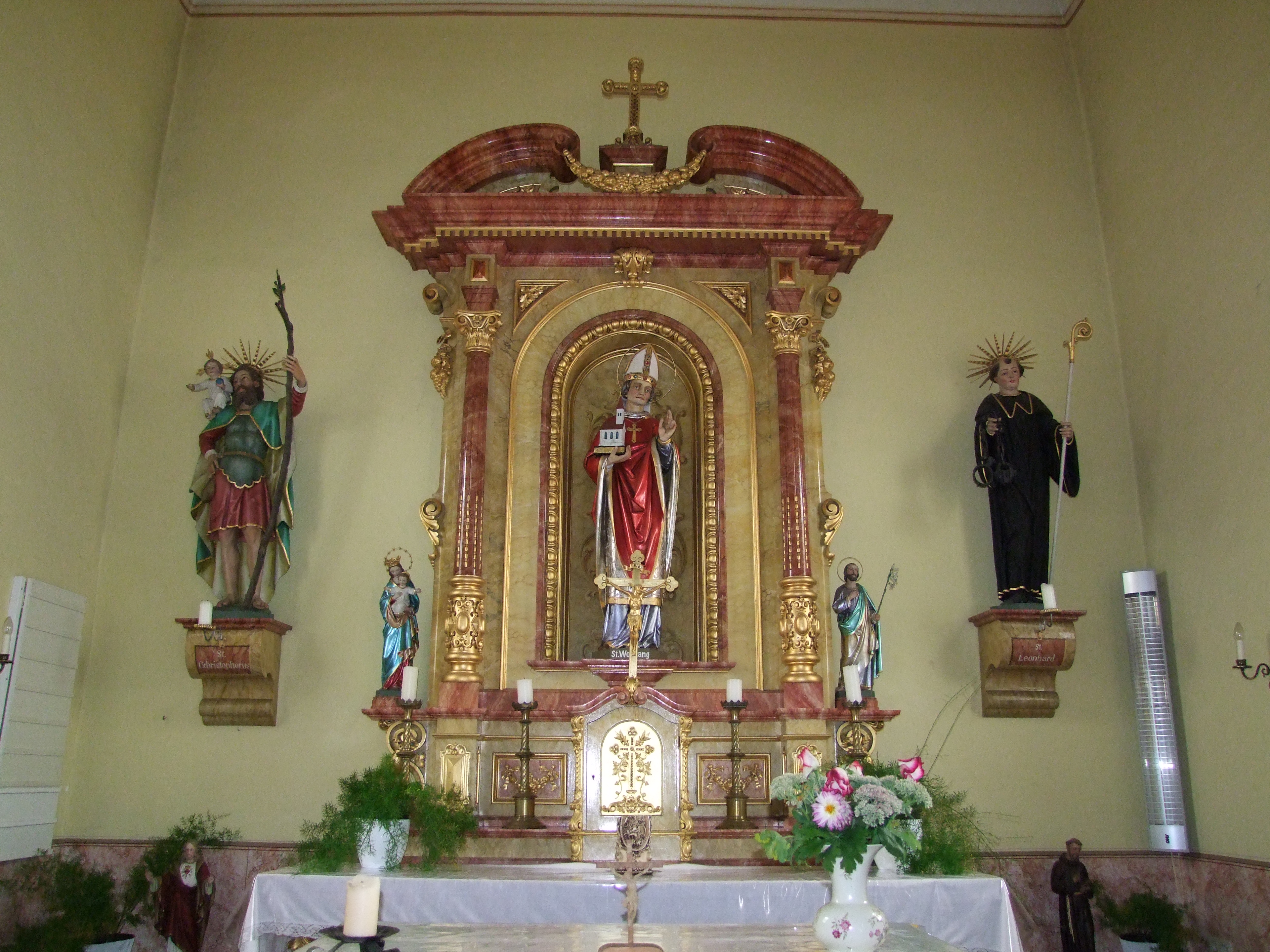
Altar

Der Altar wurde um 1900 im neubarocken Stil geschaffen. Im zweisäuligen Aufbau mit einem gesprengten Segmentgiebel steht in der Nische eine neugotische Figur des heiligen Wolfgang.
Das gefasste Kruzifix stammt aus dem zweiten Viertel des 18. Jahrhunderts. Neubarock sind die Figuren des heiligen Christophorus, des heiligen Leonhard, des heiligen Joachim und der heiligen Anna mit dem Marienkind.
Westlich der Kapelle befindet sich eine Friedenslinde, die 1648 der Jakobsbauer Asmund Müller anlässlich des Westfälischen Friedens pflanzte.